# Billy Gilmour
Billy Clifford Gilmour (* 11. června 2001 Irvine) je skotský profesionální fotbalista, který hraje na pozici středního záložníka za italský klub SSC Napoli a za skotský národní tým.

## Klubová kariéra
Gilmour je odchovancem Glasgow Rangers.

### Chelsea
V květnu 2017 se přesunul do akademie londýnské Chelsea. Nově jmenovaný manažer Chelsea Frank Lampard Gilmourovi umožnil debutovat 31. srpna 2019 v ligovém utkání proti Sheffieldu United, když v 84. minutě nahradil Tammyho Abrahama. Gilmour debutoval v Lize mistrů 8. prosince 2020 při remíze 1:1 s Krasnodarem. Pod vedením Thomase Tuchela se Gilmour objevoval pravidelně. Ve finále Ligy mistrů 2021, v němž Chelsea porazila Manchester City 1:0, byl GIlmour nevyužitým náhradníkem.

#### Norwich City (hostování)
V červenci 2021 odešel Gilmour na roční hostování do prvoligového Norwiche City. Gilmour uvedl, že na jeho rozhodnutí připojit se ke klubu měl vliv jeho spoluhráč ze skotské reprezentace Grant Hanley. V sezóně 2021/22 nastoupil za Norwich 28krát, ale tým skončil v anglické nejvyšší soutěži poslední a sestoupil.

### Brighton & Hove Albion
Dne 1. září 2022 Gilmour přestoupil do Brightonu & Hove Albion. Ten zaplatil 7,5 milionu liber, díky bonusům se suma může vyšplhat na deset milionů. Debutoval o tři dny později, když v 90+3. minutě domácího vítězství 5:2 nad Leicesterem vystřídal Moisése Caiceda. Ve své první sezóně se přes velkou konkurenci ve středu pole nedokázal prosadit do základní sestavy, odehrál tak jen 14 ligových utkání, v nichž se střelecky neprosadil.

## Reprezentační kariéra
Svůj reprezentační debut si odbyl 2. června 2021 v přátelském utkání proti Nizozemsku. Trenér Steve Clarke zařadil Gilmoura do skotské nominace na EURO 2020. Gilmour na turnaji debutoval 18. června při bezbrankové remíze proti Anglii a byl vyhlášen nejlepším hráčem zápasu podle UEFA. Poté měl pozitivní test na covid-19, což znamenalo, že vynechal závěrečný zápas Skotska ve skupině proti Chorvatsku. Po turnaji se stal stabilním členem základní sestavy skotské reprezentace.